# Арсеній Апостолій
Арсеній Апостолій (грец. Ἀρσένιος Ἀποστόλιος або Ἀρσένιος Ἀποστόλης; в. 1468—1538) — грецький учений, який тривалий час жив у Венеції. Був також єпископом Монемвасії на Пелопоннесі. 

## Біографія
Арсеній Апостолій народився близько 1468 року на Криті, а в 1492 році переїхав до Італії . Він був сином Михайла Апостолія та доньки Феодосія, коміта Коринфа (Theodosios Komis Korinthios). Його перше ім'я при народженні Арістобул (Ἀριστόβουλος), ім'я Арсеній він узяв, коли приєднався до єпископства (що призвело ранніх авторів до помилки розрізнення двох «братів», Арістобула та Арсенія.
Як і його батько, Апостолій був доведений до бідності після падіння Константинополя турками-османами (1453 р.), і заробляв на життя копіюванням рукописів: йому приписують близько п'ятдесяти, з яких лише три датовані, найстаріший з них датується 31 березня 1489 року. Контракт, підписаний на Криті в квітні 1492 року, вказує на те, що він співпрацював з Янусом Ласкарісом у його пошуках грецьких рукописів для бібліотеки Лоренцо Медічі, який тоді був дияконом. У цей період він проживав у Флоренції, згідно з натяком, який зробив у пізнішому листі. Коли Альд Мануцій почав свої грецькі враження в 1495 році, він був одним з його перших співавторів разом з Марком Мусурусом: він склав епіграму з чотирьох віршів (називається Thesaurus Cornucopiæ і horti Adonis) для тому грецьких граматиків з алдинських видань у 1496 році. Приблизно в той же час видання Галеоміомахії Теодора Продрома, опубліковане тим же друкарем, але без дати, містить передмову, підписану його іменем. Проте невдовзі Арсеній посварився з друкарем, і почався судовий процес.
У 1506 р. Римська курія призначила Арсенія єпископом східного обряду Монемвасії, на той час частини областей, підпорядкованих Венеційській республіці. Арсеній оголосив про свою єдність як з Константинопольським Патріархом, так і з Католицькою Церквою.  Така позиція була неприйнятною для Константинопольської церкви, і Константинопольський патріарх Пахомій I запропонував Арсенію зректися престолу. Протистояння тривало більш ніж два роки до червня 1509 року, коли Пахомій відлучив від церкви Арсенія, який переїхав до Венеції. 
У Венеції Арсеній став другом Еразма Роттердамського і співпрацював з Альдом Мануцієм.
Кілька років потому папа Лев X призначив на його місце Марка Мусура, який помер у Римі до того, як обійняв посаду архієпископа Монемвасії. Пізніше Апостолій повернувся до Монемвасії, де, безсумнівно, перебував у 1527 році.
У 1521 році він був головою грецького коледжу, заснованого на той час у Флоренції, але в лютому 1525 року, коли видання Арістофана Антоніо Франкіні вийшло у флорентійського видавця Джунті, його тут більше не було. Передмова була внеском Апостоліоса в роботу, що нагадує про його перебування в грецькому коледжі Флоренції в минулому.
30 березня 1534 року у Венеції його призначила Рада Десяти за підтримки Святого Престолу проповідником церкви Сан-Джорджо деї Гречі, але він знову зіткнувся з ворожістю його співвітчизників до всіх призначених там католицьких священників. Він помер через чотири роки й похований у церкві, де один з його племінників поставив йому гробницю. 
Арсеній написав кілька передмов до видань античних авторів, з якими був пов'язаний. Він також опублікував збірку апофтегм філософів, генералів, ораторів і поетів, взятих із Ἰωνιά («Його фіалкового поля») свого батька Михайла, опубліковану в Римі в 1519 році та завершену Захаріасом Каллієргі. Том також містить невеликий за своєю композицією діалог між бібліофілом, книгарем і персоніфікованою книгою. Тоді багато хто просто приписував збірку йому (Крістіан Вальц відтворив її в Штутгарті в 1832 році під назвою Ἀρσενίου Ἰωνιά / Arsenii Violetum). Арсеній також залишив листи. Кілька текстів, у тому числі добірку листів, можна знайти в Грецькій бібліографії Еміля Леграна (Париж, 1885).